# 伊藤紘
伊藤 紘（いとう こう、1945年11月23日 - ）は、熊本県出身の俳優。合同会社現代（旧：現代制作舎）に所属していた。

## 人物
本名は伊藤 鉱義。
身長171cm。体重76kg。
特技は乗馬、殺陣、柔道、剣道、空手。
シナリオセンター演劇研究所出身。
一部の作品では伊藤 絋、伊藤 鉱とクレジットされている。

## 出演作品

### テレビドラマ

#### NHK
- 大河ドラマ
  - 黄金の日日（1978年） - 盗賊
  - 草燃える（1979年） - 雑色
  - 獅子の時代（1980年） - 会津の武士
  - 武田信玄（1988年） - 高間五郎兵衛
  - 太平記（1989年） - 沙汰人
  - 葵 徳川三代（2000年） - 小川祐忠
  - 武蔵 MUSASHI（2003年） - 本位田外記之助
  - 篤姫（2009年） - 小松清穆
  - 軍師官兵衛（2014年）
- 男たちの旅路 第4部（1979年）
- 連続テレビ小説 / はね駒（1986年）
- NHKスペシャル / 新藤兼人が読む・正岡子規の病牀六尺（1994年）
- 金曜時代劇
  - 大江戸風雲伝（1994年）
  - 夢暦長崎奉行（1996年） - 村田林右衛門
- 憲法はまだか（1996年）
- ドラマ10 / 美女と男子（2015年）

#### 日本テレビ
- 太陽にほえろ!
  - 第442話「引金に指はかけない」（1981年）
  - 第706話「ボス!任せてください」（1987年）
  - 太陽にほえろ!2001（2001年）
- 誇りの報酬（1985年）
- 火曜サスペンス劇場
  - 名無しの探偵3（1987年）
  - あなたの知らないあなたの部屋（1989年）
  - 完全犯罪研究室（1990年）
  - 魔の視線（1992年）
  - 女検事・霞夕子
    - 女検事 霞夕子9（1993年） - 臼井孝一
    - 新・女検事 霞夕子9（1996年）

  - 六月の花嫁シリーズ1（1994年）
  - 刑事・鬼貫八郎4（1994年）
  - 女弁護士 高林鮎子16（1995年） - 村野辰夫
  - 黒衣の天使（2000年）
  - 街の医者・神山治郎4（2003年） - 検視官
- あぶない刑事（1987年） - 渡辺
- 銭形平次 (風間杜夫)（1987年）
- 土曜スーパースペシャル / 夢と承知で（1988年）
- 木曜ゴールデンドラマ / 渇いた夏（1990年）
- 年末時代劇スペシャル / 勝海舟（1990年） - 塚越富五郎
- はだかの刑事（1993年）
- ウルトラセブン 太陽エネルギー作戦（1994年） - スミヨシ委員長
- ロマンス（1999年）

#### TBS
- 薔薇海峡（1978年）
- 花王 愛の劇場
  - 再会の海（1980年）
  - ぽっかぽか（1994年）
- 噂の刑事トミーとマツ（1981年）
- 土曜ドラマスペシャル / まくりの勝っちゃん一発逆転（1989年）
- 月曜ドラマスペシャル→月曜ミステリー劇場→月曜ゴールデン
  - 殺人の駒音（1993年）
  - 弁護士猪狩文助（いかりや長介版）3（2002年） - 裁判長
  - おばさん会長・紫の犯罪清掃日記!ゴミは殺しを知っている5（2003年）
  - 占い師みすず 事件は運命の彼方に3（2008年） - 校長
- 金曜ドラマ / Friends（2000年）
- 愛するために愛されたい（2003年）

#### フジテレビ
- 大空港（1978年）
- 同心暁蘭之介（1982年）
- 君の瞳をタイホする!（1988年）
- JOCX-TV2 / うわさの二人（1988年）
- DRAMADAS（1990年）
  - 4月4日に生まれて
  - いしいひさいちの なんなんだ!?
  - オレは天下のカンペキ男
- あいつがトラブル（1990年）
- 世にも奇妙な物語
  - 「言う事を聞く子」（1991年）
  - 「もうひとり」（1991年）
  - 「瞬」（1992年）
  - 「穴」（1992年）
  - 「のどが渇く」（1996年） - 所長
- 悪いこと（1992年）
- この世の果て（1994年）
- 金曜エンタテイメント
  - 平成の女教祖（1994年）
  - 松本清張三回忌特別企画・草の陰刻（1994年）
  - 京都夢の浮橋殺人事件 -あんみつ検事の捜査ファイル-（2001年）
  - 津軽海峡ミステリー航路1（2002年） - 三和照明社長
- 木曜劇場
  - 彼女たちの結婚（1997年）
  - こんな恋のはなし（1997年）
  - アフリカの夜（1999年） - 医師
- 太陽がいっぱい（1998年）
- 水曜劇場 / ショムニ（2000年）
- 恋ノチカラ（2002年）
- 整形美人。（2002年）
- 僕と彼女と彼女の生きる道（2004年） - 今枝吾一
- 白衣のなみだ 第一部「余命」（2013年）

#### テレビ朝日
- 土曜ワイドステーション→土曜ワイド劇場
  - マラッカの海に消えた（1979年）
  - もう一つの旅路（1987年）
  - 弁護士・今田一平3（1987年） - 刑事
  - 十字路に立つ女（1991年） - 相良警部
  - 市毛良枝の美女探偵シリーズ5（1991年）
  - 刑事村上緑子、警察官連続殺人（2003年）
  - 弁天祐美子法律事務所1（2007年） - 医師
- 特捜最前線
  - 第159話「ポルノ雑誌殺人事件!」（1980年）
  - 第252話「或る挑戦!」（1981年）
- ザ・ハングマン
  - ザ・ハングマン 燃える事件簿→ザ・ハングマン（1981年）
    - 第10話「横領結婚」
    - 第19話「恐怖で走るダイナマイト女」

  - ザ・ハングマン6（1987年）
- 西部警察
  - 西部警察 (PART1)
    - 第89話「もう一つの勲章」（1981年）
    - 第123話「松田刑事・絶命!」（1982年）

  - 西部警察 PART-II（1982年）
- 火曜スーパーワイド / 翔んでる女西郷どん びんびんグルメ戦争（1990年）
- はぐれ刑事純情派
  - （1991年）
  - 第7シリーズ・第21話「三行広告の女！電子手帖の記憶」（1994年） - 遠井茂之
- 代表取締役刑事（1991年）
- 大型時代劇スペシャル / 素浪人無頼旅1（1991年）
- 裏刑事-URADEKA-（1992年）
- 女検事の捜査ファイル（1993年） - 阿部俊雄
- 風の刑事・東京発!（1996年）
- 年末スペシャル / 最後のサムライ河井継之助（1999年）
- 相棒
  - （2003年） - 警官
  - （2008年） - 杉田峰雄
- さすらい刑事旅情編

#### テレビ東京
- 歴史サスペンス 隠密・奥の細道（1989年）
- 燃えよ剣（1990年）
- 月曜・女のサスペンス / 列島縦断トラベルサスペンス「鳥羽　海になく女」（1990年）
- 女無宿人 半身のお紺（1991年）
- 鞍馬天狗（1991年）
- 女と愛とミステリー
  - 南紀・伊豆Sの逆転（2002年） - 三宅ユウジ
  - 夏樹静子サスペンス「訃報は午後二時に届く」（2003年） - コメンテーター

#### NHK BSプレミアム
- プレミアムドラマ / 終の棲家（2014年）

### 映画
- 影武者（1980年）
- 将軍 SHŌGUN（1980年）
- 化石の荒野（1982年）
- ザ・レイプ（1982年） - 刑事
- 女ざかり（1994年）
- 爆走トラッカー軍団 劇場版（1994年） - 鮫川
- Zの回路 復讐の裏ゴト師（1996年）
- FRIED DRAGON FISH（1996年） - 桐生の上司
- HAPPY PEOPLE／ハッピーピープル（1997年） - 高野
- セカンドチャンス（1999年） - 羽衣総一郎
- 雨あがる（2000年） - 朝倉主膳
- ボクの、おじさん（2000年） - 検察官
- ekiden 駅伝（2000年） - 警察署長
- メタセコイヤの木下で（2005年）
- 博士の愛した数式（2006年）
- 聯合艦隊司令長官 山本五十六（2011年）
- 凶悪（2011年）
- 人類資金（2013年） - 武井

### 舞台
- 黒い花びら
- 夢の男
- お侠
- シラノ・ド・ベルジュラック
- カッコーの巣の上で
- Wの悲劇
- 同期の桜（2003年）
- シカゴ・ブレース

### CM
- 高砂殿
- ドコモ
- トヨタ自動車
- 味の素ギフト
- 三井ファイニング
- キリン 「ラガービール」
- アウトソーシング
- アリコジャパン
- TOTO
- オリックス生命保険 「キュアシリーズ」